# Aguna albistria
Aguna albistria är en fjärilsart som beskrevs av Carl Plötz 1881. Aguna albistria ingår i släktet Aguna och familjen tjockhuvuden. Inga underarter finns listade i Catalogue of Life.